# Goin' In
"Goin' In" é uma canção da cantora e actriz norte-americana Jennifer Lopez, gravada para a banda sonora do filme Step Up Revolution. Conta com a participação do rapper Flo Rida, com composição de Joseph Angel, Tramar Dillard, Jamahl Listenbee, David Quiñones, Coleridge Tillman, Warren Michael e produção de GoonRock. 
A artista estreou a música na final da temporada do American Idol a 23 de Maio de 2012, em conjunto com "Follow the Leader". No dia seguinte, a obra estreou no programa de rádio On Air with Ryan Seacrest e a 8 de Junho de 2012 acabou por ser disponibilizada na loja de descargas legais iTunes.

## Desempenho nas tabelas musicais

### Posições
| Tabela musical (2012)                            | Melhor posição |
| ------------------------------------------------ | -------------- |
| Áustria - Ö3 Austria Top 75                      | 58             |
| Canadá - Canadian Hot 100                        | 54             |
| Estados Unidos - Billboard Dance/Club Play Songs | 1              |

## Histórico de lançamento
| País           | Data                | Formato          | Editora discográfica           |
| -------------- | ------------------- | ---------------- | ------------------------------ |
| Brasil         | 8 de Junho de 2012  | Descarga digital | The Island Def Jam Music Group |
| Japão          | 8 de Junho de 2012  | Descarga digital | The Island Def Jam Music Group |
| Países Baixos  | 8 de Junho de 2012  | Descarga digital | The Island Def Jam Music Group |
| Portugal       | 8 de Junho de 2012  | Descarga digital | The Island Def Jam Music Group |
| Canadá         | 12 de Junho de 2012 | Descarga digital | The Island Def Jam Music Group |
| Estados Unidos | 12 de Junho de 2012 | Descarga digital | The Island Def Jam Music Group |
| Estados Unidos | 18 de Junho de 2012 | Rádio mainstream | The Island Def Jam Music Group |
| Reino Unido    | 23 de Julho de 2012 | Descarga digital | The Island Def Jam Music Group |